# 阿爾西諾伊三世
阿爾西諾伊三世（篤愛父親者）（希腊语：Αρσινόη ，前246年或245年–前204年），是托勒密三世及其第四任妻子貝勒尼基二世的女儿。她成为埃及国王托勒密四世（同父同母弟）的妻子。
西元前217年，阿爾西諾伊三世伴隨托勒密四世到巴勒斯坦的拉菲亞戰役，在托勒密王朝和塞琉古帝國交戰時，她鼓勵埃及軍隊的士氣。約西元前210年托勒密五世誕生，此後她被打入冷宮。西元前205年，托勒密四世逝世後，兩名大臣謀殺了阿爾西諾伊三世，但因為阿爾西諾伊深受埃及民眾愛戴，當消息傳開後，暴動發生不斷，亞歷山卓的市民驅逐了這兩個陰謀者。然而另一群有野心的大臣成為托勒密五世的攝政，這幾乎使上埃及陷入無政府狀態。